# 木柱王
木柱王（羅馬化：Drupada），也称祭军，是印度史诗《摩诃婆罗多》中的一个角色。为南部般遮罗国的国王，王国首都在童诛城。木柱王的父亲为水滴王。

## 与德罗纳的冲突
木柱王为水滴王之子，他和德羅納一同在仙人婆罗堕遮——德罗纳父亲的照看下学习。两人成为了好友，木柱承诺自己一旦成为国王，就将一半的王国分给德罗纳。父亲去世之后，木柱继承了王位，德罗纳却过着贫困潦倒的生活。因为无力抚养孩子，德罗纳向木柱王寻求帮助。木柱王如今意识到两人之间的地位差异，拒绝承认与德罗纳的友谊，将德罗纳拒之门外并称呼他为乞丐。德罗纳之后被毗濕摩请去训练般度之子与持国之子们。经过数年的教育之后，作为回报，德罗纳请求王子们击败并擒获木柱王。起初持国百子们进攻木柱王，但都被击败。随后般度族上阵，在阿周那（一位优秀的弓箭手与战士）的带领下，击败了木柱王，并将其捆住带到了德罗纳那里。德罗纳将其释放，但保留了后者曾经允诺过的一半国土。遭到羞辱的木柱王寻求复仇，但意识到自己无法匹敌德罗纳的力量。于是，木柱王举行了一次火祭仪式，求得了一个会嫁给阿周那的女儿黑公主，以及一位会击败德罗纳的儿子猛光。数年之后，黑公主嫁给了阿周那；而在俱卢之战中，猛光亦将德罗纳斩首。

## 黑公主的选婿典礼
木柱王为其女儿黑公主举办了一场选婿典礼。为了赢得黑公主，被邀请来的国王们需要拉开一张巨大的弓，将五支箭穿过一个圆环，一齐射中天上一条旋转的鱼的眼睛。所有的国王都未能拉开弓或未能射中，迦尔纳想要上前尝试时，却被黑公主喝止，因为她不愿嫁给车夫之子。哈斯蒂纳普尔的般度王之子们亦乔装为婆罗门，参加了选婿典礼，阿周那成功射中目标，黑公主接受了其作为丈夫。般度之子们将黑公主带给母亲貢蒂，贡蒂失言说无论赢得了什么都要儿子们一起分享。因为必须要履行母亲的话，于是众人在木柱王的宫殿里讨论了与五个丈夫结婚的合理性。广博仙人支持贡蒂的提议并认可了这场婚姻。

## 家庭
除束发外，木柱王共有十个儿子，分别为：猛光、真胜、优多贸阇、瑜达摩尼瑜、鸠摩罗、狼氏（Vrika）、虎授（Vyaghradatta）、狮军（Singhasena）、妙车（Suratha）以及闻胜（Shatrunjaya）。值得注意的是，束发对毗濕摩的死起到了重要作用，优多贸阇、瑜达摩尼瑜在整场战争中都守护在阿周那的战车旁。他们大多都在这次大战中死亡。猛光、束发、优多贸阇与瑜达摩尼瑜都在大战的最后一日被马嘶杀死。

## 俱卢之战
在俱卢之战中，木柱王是般度族一方的一名大勇士（Maharathi）。他和毗罗吒于战争的第十五天和德罗纳作战，但两人皆被杀死。